# Andréa Bescond
Pour les articles homonymes, voir Bescond.
Andréa Bescond est une danseuse, comédienne, metteuse en scène, scénariste, réalisatrice et autrice française, née le 12 juin 1979 à Ploemeur (Morbihan).
Avec son interprétation théâtrale dans Les Chatouilles ou la Danse de la colère, elle obtient le Molière seule en scène en 2016. Elle coadapte cette pièce autobiographique au cinéma, et coréalise le film Les Chatouilles qui lui vaut un César de la meilleure adaptation.

## Biographie

### Famille et formation
Andréa Bescond danse depuis l’âge de 3 ans. Son grand-père est originaire de Quimper et une partie de sa famille d'Ergué-Gabéric.
En 1992, son professeur de danse loisir l'inscrit à l'école internationale de danse de Rosella Hightower à Cannes. Elle se rend ensuite au Conservatoire national supérieur de musique et de danse de Paris. Elle remporte le prix espoir du concours international de danse de Paris en 1998 et entame alors une carrière extrêmement diversifiée : danse moderne, danse africaine, hip-hop, krump… À dix-neuf ans, elle rejoint le Junior Ballet de Paris.

### Carrière
Sa polyvalence lui permet de travailler avec les chorégraphes Bill T. Jones, Blanca Li, Corinne Lanselle, Georges Momboye ainsi que dans de nombreuses comédies musicales dont Bagdad Café, Les Dix Commandements ou encore Roméo et Juliette, de la haine à l'amour.
Andréa Bescond participe à des projets très différents : ceux de la compagnie Les Gens de, les courts métrages de Tommy Pascal, ou encore la comédie musicale Les Aventures de Rabbi Jacob (où elle rencontre Éric Métayer en 2008).
Elle fait ses premiers pas au théâtre en 2009, dans Les 39 Marches, mis en scène par Éric Métayer, ce qui lui vaut la nomination « révélation féminine » aux Molières 2010. La pièce obtient cette même année le Molière du meilleur spectacle comique.
Après une période, entre 2010 et 2012, où elle a deux enfants, issus de son union avec Éric Métayer, elle fait son retour sur les planches en 2013 dans Train Fantôme, dans une mise en scène d’Éric Métayer, puis, en 2014, dans Les Grands Moyens, pièce mise en scène par Arthur Jugnot et David Roussel.

#### Les Chatouilles
En 2014, elle écrit la pièce Les Chatouilles ou la Danse de la colère, mise en scène par Éric Métayer, qu’elle présente au Festival Off d'Avignon ; elle y reçoit le prix d’interprétation féminine d’Avignon critique off. Dans la pièce, elle raconte le traumatisme de son enfance au cours de laquelle elle a été victime de violences sexuelles et d'actes de pédocriminalité de la part d'un ami de ses parents. Elle aborde le sujet avec humour.
En 2015, elle se consacre à l’écriture du scénario des Chatouilles (en collaboration avec Éric Métayer) en vue d’une adaptation cinématographique.
En 2015 et 2016, elle interprète la pièce durant plusieurs mois au Petit Montparnasse ; elle reçoit le Molière seule en scène en 2016. Quelques représentations exceptionnelles ont lieu à guichet fermé pour deux soirs au théâtre du Châtelet, ainsi qu’à la salle Pleyel. Pour cette pièce, elle reçoit également le prix Nouveau Talent théâtre de la SACD et le prix Jeune Talent théâtre de l’Académie française.
Début 2017, elle entame la tournée des Chatouilles, de janvier à mai, et signe sa première mise en scène avec Quelque chose, écrit par Capucine Maillard, au Ciné 13 Théâtre en mars 2017.
En 2018, le film Les Chatouilles, co-réalisé avec Éric Métayer, est notamment présenté au festival de Cannes et sort dans les salles en novembre.

## Militantisme, prises de position et affaires judiciaires

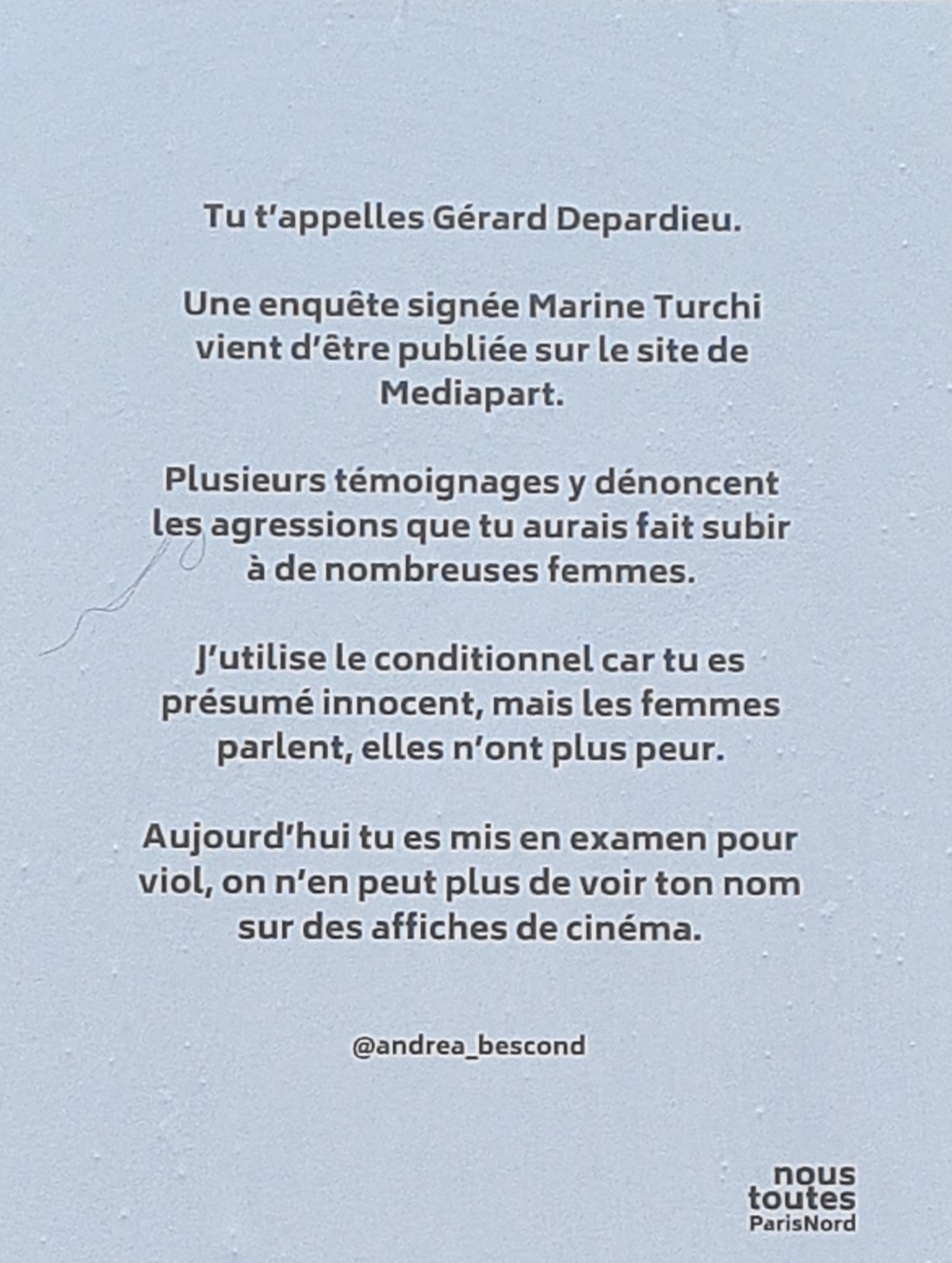
Affichage du collectif NousToutes d'une déclaration d'Andréa Bescond.

Le succès du spectacle Les Chatouilles ou la Danse de la colère amène Andréa Bescond à s'impliquer et à faire évoluer les consciences sur le sujet de la pédocriminalité et ses conséquences ; elle milite notamment pour l'allongement des délais de prescription.
Pour Marianne, Andréa Bescond « se classe à gauche, parmi les néoféministes tendance convergence des luttes », la cinéaste représentant plus spécifiquement une « nouvelle voix du féminisme radical ». Andréa Bescond s’est fait le relais de nombreux dossiers médiatiques de violences sexuelles comme la polémique au festival d’Angoulême autour de Bastien Vivès, les accusations de viol concernant Gérald Darmanin, quitte, selon le magazine, « à faire peu de cas de la présomption d’innocence ». De même, dans le cadre de l'affaire Gérard Depardieu, elle dénonce l'omerta du cinéma français qui a laissé faire.
Son roman Une simple histoire de famille met également en scène une grand-mère et ses petits enfants, victimes du « patriarcat ». Pour 20 Minutes, le roman fait écho au combat que mène l'« artiste militante » contre les violences que subissent les femmes et les enfants. Andréa Bescond s'est inspirée de l’histoire de son arrière-grand-mère qui a tué son mari violent et qui a passé une partie de sa vie internée.
En 2023, elle est poursuivie pour diffamation envers le sprinteur français Wilfried Happio,. Le 7 septembre 2023, elle est reconnue coupable et condamnée à une amende de deux mille euros avec sursis, condamnation confirmée en appel en avril 2024.

## Théâtre

### Actrice
- 2009-2010 : Les 39 Marches de Patrick Barlow (en), mise en scène Éric Métayer, théâtre La Bruyère
- 2013-2014 : Train fantôme de Gérald Sibleyras et Éric Métayer, mise en scène Éric Métayer, théâtre de la Gaîté-Montparnasse
- 2014-2017 : Les Chatouilles ou la Danse de la colère d'Andréa Bescond[18], mise en scène Éric Métayer[19], théâtre du Chêne noir, Festival Off d'Avignon, théâtre Montparnasse, théâtre Antoine
- 2017 : La Leçon de danse (titre original : Dancing Lessons) de Mark St. Germain (en), adaptation française de Gérald Sibleyras, mise en scène Andréa Bescond et Éric Métayer, théâtre de l'Œuvre
- 2021 : Emportés par la Commune de Laurent Seksik, théâtre Antoine

### Metteuse en scène
- 2017 : Quelque chose[9] de Capucine Maillard - Ciné 13 Théâtre
- 2019 : Déglutis, ça ira mieux[20], d'Andréa Bescond et Éric Métayer, mis en scène avec Éric Métayer - présenté au théâtre du Balcon dans le cadre du Festival Off d'Avignon 2019

### Comédie musicale en tant que danseuse
- 2004 : Spartacus le gladiateur
- 2007 : Roméo et Juliette, de la haine à l'amour
- 2008 : Les Dix Commandements - mise en scène : Élie Chouraqui et Kamel Ouali (chorégraphie)
- 2009 : Roméo et Juliette, de la haine à l'amour

## Filmographie

### Cinéma
- 2018 : Les Chatouilles, coréalisé avec Éric Métayer, également scénariste et actrice
- 2023 : La Syndicaliste de Jean-Paul Salomé
- 2023 : Quand tu seras grand, coréalisé avec Éric Métayer, également scénariste et actrice
- 2024 : Diamant brut d'Agathe Riedinger
- 2025 : Rapaces de Peter Dourountzis

### Télévision
- 2021 : L'Enfant de personne d'Akim Isker : Jeanne
- 2022 : Touchées d'Alexandra Lamy : Eva, la thérapeute
- 2022 : À la folie d'Andréa Bescond et Éric Métayer : Magali

### Séries télévisées
- 2024 : Nudes sur Amazon Prime Video : réalisatrice (épisodes 1, 2, 3, 4)

## Publications

### Théâtre
- Les Chatouilles, ou la danse de la colère, Éditions Les Cygnes, Paris, 62 pages, novembre 2015

### Jeunesse
- Et si on se parlait ? (3-6 ans) : Le petit livre pour aider les enfants à parler de tout, sans tabou, avec Mathieu Tucker, HarperCollins, 64 pages, 16 septembre 2020[21]

### Roman
- Une simple histoire de famille, Editions Albin Michel, Paris, 154 pages, 4 janvier 2023[22]

### Livre audio
- Une simple histoire de famille, lu par l'autrice, Audiolib, Paris, 5h15, 2024  (ISBN 9791035414054)

## Prix et distinctions

### Récompenses
- Festival off d'Avignon 2014 : prix d'interprétation féminine décerné par la critique[6]
- Molières 2016 : Molière seule en scène pour Les Chatouilles ou la Danse de la colère[23],[24]
- César 2019 : césar de la meilleure adaptation avec Éric Métayer pour Les Chatouilles

### Nominations
- Molières 2010 : molière de la révélation théâtrale pour son rôle dans Les 39 Marches
- 24e cérémonie des Lumières : 
  - Nomination pour le Lumière de la révélation féminine dans Les Chatouilles
  - Nomination pour le Lumière du meilleur scénario (avec son coréalisateur Éric Métayer) pour Les Chatouilles
  - Nomination pour le Lumière du meilleur premier film (avec son coréalisateur Éric Métayer) pour Les Chatouilles
- César 2019 : césar du meilleur premier film (avec son coréalisateur Éric Métayer) pour Les Chatouilles

### Décoration
- Chevalière de l'ordre national du Mérite. Elle est nommée chevalière le 15 novembre 2018[25].